# 岡山村 (福島県)
岡山村（おかやまむら）は福島県信夫郡にあった村。現在の福島市東部地区の一部（市内中心部に東接する阿武隈川右岸）にあたる。

## 地理
- 河川：阿武隈川

## 歴史
- 1889年（明治22年）4月1日 - 町村制の施行により、山口村、岡部村、岡島村の区域をもって発足。
- 1947年（昭和22年）3月10日 - 福島市に編入。同日岡山村廃止。

## 交通

### 道路
- 中村街道（現・国道115号）